# Encontrando el fin del mundo
Encontrando el fin del mundo es una película dramática mexicana de 2022 dirigida, coescrita y protagonizada por Fabián Corres en su debut como director.

## Sinopsis
Después de perder a su esposa y su hijo el mismo día en que queda desempleado, Jorge, músico de profesión, debe fingir cordura para cuidar a su hermano mayor, Lucas. De lo contrario, también lo perderá a él.

## Elenco
Los actores que participan en esta película son:
- Fabián Corres como Jorge Rodríguez
- Alba Alonso como Laura
- Emiliano Corres como Lucas Rodríguez
- Ximena Duggan como Daniela
- Alberto Guerra como hermano de Jorge
- Thali García como Marie
- Mateo Corres como Damián Rodríguez
- Fernanda Castillo como esposa
- Ramón Medina como personas sin hogar
- Noe Sanz como Cliente

## Lanzamiento
Se estrenó comercialmente el 1 de diciembre de 2022 en cines mexicanos.

## Reconocimientos
| Año  | Premio                                          | Categoría                      | Candidato     | Resultado | Ref.  |
| ---- | ----------------------------------------------- | ------------------------------ | ------------- | --------- | ----- |
| 2022 | Festival Internacional de Cine Amor y Esperanza | Mejor Largometraje             | Fabián Corres | Ganador   | [ 8 ] |
| 2022 | Festival Internacional de Cine Amor y Esperanza | Mejor director de largometraje | Fabián Corres | Ganador   | [ 8 ] |
| 2022 | Festival Internacional de Arte de Austin        | Mejor director de largometraje | Fabián Corres | Ganador   | [ 9 ] |